# Jennifer Hinze
Jennifer Hinze (ur. 20 maja 1988) – kanadyjska siatkarka grająca jako środkowa. 
Obecnie występuje w drużynie University of British Columbia.